# رزدره
رَزدره، روستایی از توابع بخش دیلمان شهرستان سیاهکل در استان گیلان ایران است.رَز در زبان تاتی به معنای انگور است.اهالی رَزدره گیلکی هستند و شباهتی به زبان تاتی هم دارد هستند و به زبان گیلکی صحبت می کنند.
وطبق گفته اهالی روستا جمعیت این روستا در سال۱۴۰۳ ۲۸شهریور به ۳۵نفر رسیده است. 
شغل اکثر مردم دامداری است و مردمان مهمان نوازی دارند

## جمعیت
این روستا در دهستان دیلمان قرار دارد و براساس سرشماری مرکز آمار ایران در سال ۱۳۸۵، جمعیت آن ۸۴ نفر (۲۷خانوار) بوده‌است.